# اوین ون دیشوک
اوین ون دیشوک (زاده ۱۳ ژوئن ۱۹۵۵ در لیدن) اخترشناس و شیمیدان هلندی است. او استاد نجوم مولکولی در رصدخانه لیدن، و رئیس اتحادیه بین‌المللی اخترشناسی است. وی یکی از پیشگامان اخترشیمی است و تحقیقات او با هدف تعیین ساختار اشیاء کیهانی با استفاده از طیف‌های مولکولی آنها انجام شده‌است.
ون دیشوک روی مولکولهای محیط میان‌ستاره‌ای شامل تکامل فیزیکی و شیمیایی در هنگام تشکیل ستاره کار می‌کند.

## جوایز
- جایزه کاولی، ۲۰۱۸
- مدال جیمز کریگ واتسون، ۲۰۱۸
- جایزه جهانی علمی آلبرت انیشتین، ۲۰۱۵
- جایزه گوتنبرگ لیز میتنر، ۲۰۱۴
- جایزه بورک، ۲۰۰۱
- جایزه اسپینوزا، ۲۰۰۰
- مدال طلای انجمن شیمی سلطنتی هلند، ۱۹۹۴